# Adrian Rauch
Adrian Rauch (* 1. April 1731 in Wien; † 16. Juni 1802 ebenda) war ein österreichischer Ordensgeistlicher, Historiker und Lehrer.

## Leben
Rauch trat 1747 in Leipnik in den Orden der Piaristen ein. Später unterrichtete er als Lehrer an der Horner Piaristenschule. Danach wurde er an der Savoyischen Ritterakademie Lehrer der Physik, Moralphilosophie und allgemeinen Geschichte. 1761 wurde ihm das Lehramt der Theologie in der Akademie des Piaristenordens in der Wiener Josephsvorstadt übertragen. Auch wirkte er dort als Prorektor der Akademie. Der Ordensprovinzial Nicephorus Dettel berief ihn zu seinem Sekretär und nahm ihn 1766 auf seine Reise nach Rom mit. 
Nachdem Rauch 1766 aus Rom zurückgekehrt war, wurde er für drei Jahre Rektor der Schule in Horn, an der er bereits unterrichtet hatte. Um 1770 wurde er als Rektor an die Akademie in der Wiener Josephsvorstadt geholt. Dort übte er über sechs Jahre das Rektorenamt aus. Zudem lehrte er an der Savoyischen Ritterakademie das österreichische Staatsrecht. An der Ritterakademie erhielt er schließlich die Stelle des Bibliothekars. Durch die Bekanntschaft mit dem Leiter des k.k. Geheimen Haus-, Hof- und Staatsarchiv Theodor Taulow von Rosenthal konnte er dort seine historischen Forschungen intensivieren. Dadurch kam er auch mit Franz Ferdinand von Schrötter in Kontakt, dessen Österreichische Geschichte er ab der zweiten Hälfte des zweiten Bandes fortsetzte und zum Druck brachte. Einen dritten Band konnte er ebenfalls zum Druck befördern, den vierten Band hatte er noch im Manuskript erstellt. Dieser kam aber nicht mehr zum Druck.
Rauch wurde 1793 durch die Niederösterreichischen Landstände mit einer Topographie des Erzherzogtums beauftragt, die er allerdings nicht fertigstellte.

## Werke (Auswahl)
- Oesterreichische Geschichte, Bände 2 und 3, Kurzböck, Wien 1780 (Fortsetzung von Franz Ferdinand von Schrötters Oesterreichische Geschichte).
- Rerum Austriacarum scriptores, qui lucem publicam hactenus non viderunt, et alia monumenta diplomatica nondum edita, 3 Bände, Stahel, Wien 1793–1794.
- (Hrsg.): Anonymi historia rerum austriacarum ab a. 1454 u. a. C. 1467 ex synchrono Bibl. Aug. Vindobon. codice, Wien 1794.